# Csanaklija
Csanaklija (macedónul: Чанаклија) település Észak-Macedóniában, a Délkeleti körzetben, a Vaszilevói járásban.

## Népesség
| Lakosok száma | 512  | 555  | 496  | 413  | 546  | 557  | 569  | 598  | 421  |
|               | 1948 | 1953 | 1961 | 1971 | 1981 | 1991 | 1994 | 2002 | 2021 |

- 2002-ben 598 lakosa volt, akik közül 554 macedón, 41 török és 3 egyéb.